# آنابل دوست داشتنی
آنابل دوست داشتنی (انگلیسی: Loving Annabelle) فیلمی در ژانر رمانتیک و درام به کارگردانی کاترین بروکس است که در سال ۲۰۰۶ منتشر شد. از بازیگران آن می‌توان به ارین کلی، میشل هورن، آیلین گرف، کوین مک‌کارتی، و لورا برکنریج اشاره کرد.